# Charles Hermann
Charles Bismark „Tiny“ Herman (* 25. August 1906 in Halifax, Nova Scotia; † 30. November 1966 in Metcalfe, Ontario) war ein kanadischer Leichtathlet und Canadian-Football-Spieler.
Bei den British Empire Games 1930 in Hamilton gewann er Silber im Diskuswurf und Bronze im Kugelstoßen. Seine Platzierung im Hammerwurf ist nicht überliefert.
1930 wurde er Kanadischer Meister im Kugelstoßen, 1932 im Kugelstoßen, Diskus- und Hammerwurf.
Ab 1933 spielte er für das Canadian-Football-Team Ottawa Rough Riders, mit dem er 1940 den Grey Cup gewann.
Er besuchte die King’s Collegiate School in Windsor und trat danach in den Dienst der Royal Canadian Mounted Police ein. Im Zweiten Weltkrieg war er Lieutenant Commander in der Royal Canadian Navy und wurde mit dem Order of the British Empire ausgezeichnet. Danach wirkte er als Trainer am Ashbury College in Ottawa. 1964 gehörte er zu den ersten Sportlern, die in die neu gegründete Nova Scotia Sports Hall of Fame aufgenommen wurden. Er starb bei einem Flugzeugabsturz.